# إيتشيرو كونو
إيتشيرو كونو هو سياسي ياباني، ولد في 2 يونيو 1898 في مقاطعة أشيغاراشيمو في اليابان، وتوفي في 8 يوليو 1965. نشط حزبياً في الحزب الليبرالي الديمقراطي الياباني. وقد انتخب عضو مجلس النواب الياباني ‏ وانتخب Minister of Construction ‏ (18 يوليو 1962 – 18 يوليو 1964) وانتخب نائب رئيس وزراء اليابان ‏ (18 يوليو 1964 – 3 يونيو 1965).